# Niemand (Ronnie Flex & Mr. Polska)
Niemand is een single van de Nederlandse rappers Ronnie Flex en Mr. Polska uit 2015. 

## Achtergrond
Niemand is geschreven door Ronell Plasschaert, Dominik Groot en Boaz de Jong en geproduceerd door Boaz van de Beatz. Het is een nederhopnummer waarin de liedvertellers zingen over een relatie die niemand anders heeft, tot zo ver dat niemand er wat over zou over mogen zeggen. Het lied is de titelsong van de Nederlandse film Popoz uit 2015. De single heeft in Nederland de platina status. Het is niet de eerste samenwerking van Ronnie Flex en Mr. Polska met producer Boaz van de Beatz. Onder andere Soldaatje, Zusje en Ravotten waren hitsingles voor de drie heren. Ronnie Flex bracht in 2023 nogmaals een nummer met de titel Niemand uit. Ditmaal was het in samenwerking met Kevin en KA.

## Hitnoteringen
Het lied stond hoog in de twee grootste hitlijsten van Nederland op dat moment. In de Single Top 100 piekte het op de tweede plaats en stond 31 weken in de lijst. De piekpositie in de Top 40 was de derde plaats in de achttien weken dat het in die hitlijst te vinden was.